# Somatogyrus excavatus
Somatogyrus excavatus е вид коремоного от семейство Hydrobiidae.